# Храм Аполлона в Бассах
37°25′47″ пн. ш. 21°54′01″ сх. д. / 37.42972° пн. ш. 21.90028° сх. д.
Храм Аполлона в Бассах (грец. Ναός Επικούριου Απόλλωνα) — давньогрецький храм Аполлона другої половини V століття до н. е., розташований на території археологічної ділянки Басси (грец. Βασσαι — «невелика ущелина») в Мессенії, колись частині Аркадії. Хоча ділянка була віддалена від головних міст Стародавньої Греції, храм Аполлона є одним з найкраще досліджених давньогрецьких храмів через численні особливості. Саме тому ділянка стала першим об'єктом в Греції, занесеним до списку Світової спадщини ЮНЕСКО.